# Cohors V Bracaraugustanorum

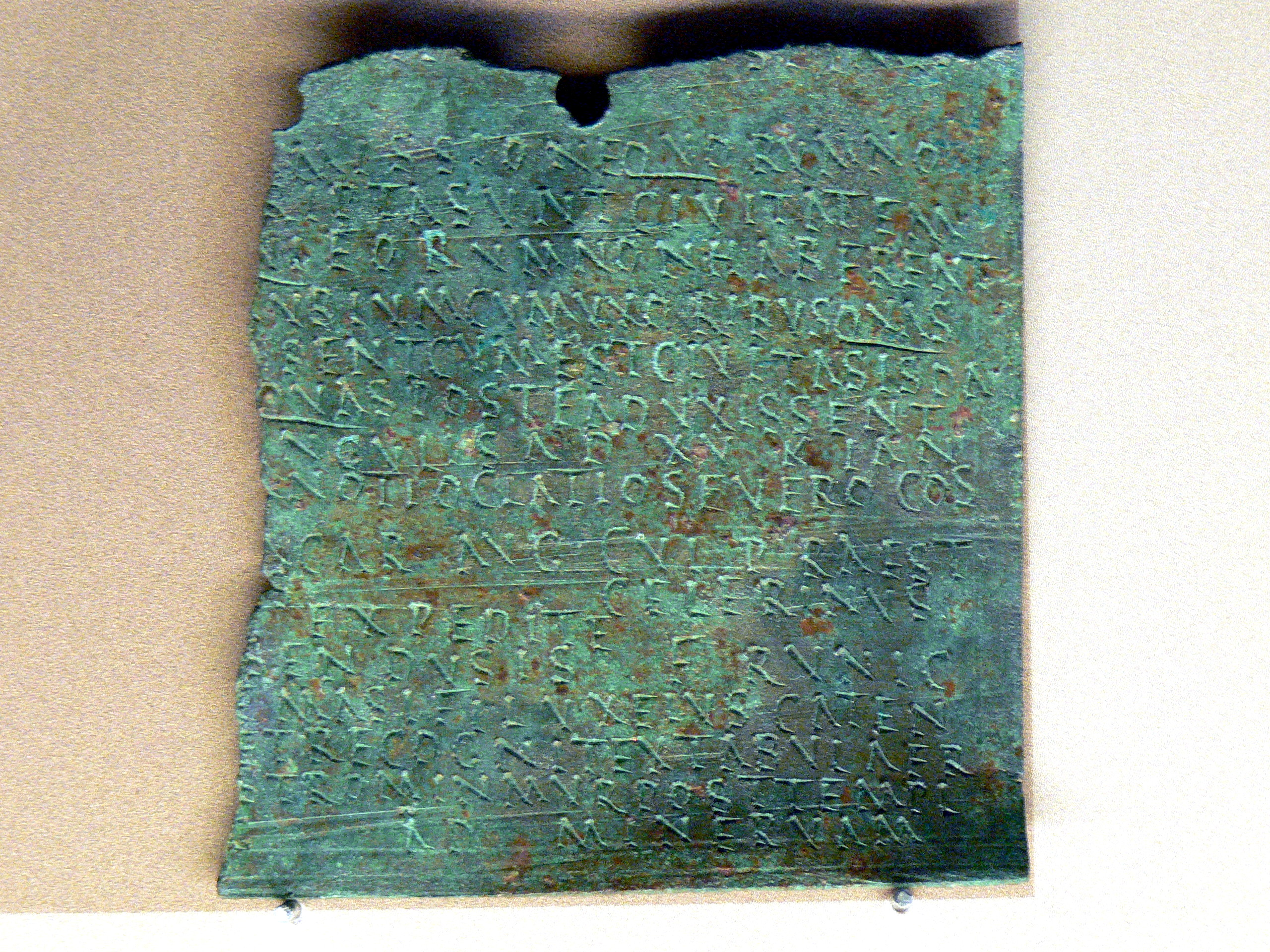
Militärdiplom des Victor, der in der Cohors V Bracaraugustanorum diente, 160 n. Chr. (Museum Quintana)

Die  Cohors V Bracaraugustanorum (deutsch 5. Kohorte aus Bracara Augusta) war eine römische Hilfstruppe, die bis zum Limesfall um 260 n. Chr. in Germanien und in rätischen Grenzkastellen Dienst tat.
Die Truppe wurde im 1. Jahrhundert n. Chr. in der hispanischen Provinz Lusitania ausgehoben und zunächst an einen bisher unbekannten Standort nach Germanien versetzt. Dies geht aus der an der Via Ostiensis bei Rom aufgefundenen Grabinschrift ihres damaligen Kommandeurs, des Kohortenpräfekten Marcus Stlaccius Coranus, hervor. Da die Inschrift als Stationierungsgebiet nur Germania angibt, hat der Offizier dort seinen Dienst noch vor der offiziellen Einrichtung der beiden Provinzen Germania superior und Germania inferior versehen. Die Forschung geht davon aus, dass die beiden Germaniae – nach der Untersuchung von Militärdiplomen – zwischen September 82 und Oktober 90 n. Chr. gegründet wurden, vermutlich etwa im Jahr 85. Seine Dienstzeit bei der Cohors V Bracaraugustanorum hat Marcus Stlaccius Coranus daher spätestens in den ersten Jahren der  Herrschaft des Kaisers Domitian (81–96) abgeleistet.
Spätestens seit ihrer Nennung auf einem Militärdiplom vom 13. Mai 86 n. Chr. stand die Kohorte in der Provinz Raetia, wo sie auch im Weißenburger Militärdiplom vom 30. Juni 107 und zwei Diplomen aus dem Jahr 116 bezeugt ist. Ihr ursprünglicher Standort könnte dort das zu diesem Zeitpunkt als Holz-Erde-Anlage bestehende Kastell Gnotzheim (Castra Mediana) gewesen sein. Der in Gnotzheim liegenden Einheit war mit Sicherheit der im Kastell Unterschwaningen stationierte Numerus unterstellt.
Um die Mitte des 2. Jahrhunderts ist die  Cohors V Bracaraugustanorum  im Kastell Künzing (Castra Quintana) nachgewiesen. Sie löste dort die Cohors III Thracum civium Romanorum equitata bis torquata ab, die um 135 oder etwas später das Kastell Gnotzheim bezog und dort den Steinausbau der Garnison bis 144 bewältigte. Wahrscheinlich hat die Cohors V Bracaraugustanorum fast gleichzeitig an ihrem neuen Standort zwischen 140 und 150 n. Chr. ihrerseits das Steinkastell erbaut. 
1996 wurde in Künzing ein Militärdiplom aus dem Jahr 160 n. Chr. entdeckt. Darin wird der damalige Kommandeur der Cohors V Bracaraugustanorum, Iulius Celerinus, genannt, als nach 25-jähriger Dienstzeit der Soldat Victor, Sohn des Sendusis vom Volk der keltischen Runicaten, das im rätisch-vindelikischen Raum lebte, und seine Frau Prima das römische Bürgerrecht erhielten. Die 5. Kohorte gab Quintana offensichtlich auch seinen Namen: Castra quintana = Kastell der „Fünften“.
Im Zuge des Zusammenbruchs der Limesverteidigung  wurde Künzing spätestens um 259/260 n. Chr. vollständig niedergebrannt und musste aufgegeben werden. Damals wird auch die Cohors V Bracaraugustanorum ihre Garnison verlassen haben, wenn sie nicht während eines Alamanneneinfalls untergegangen ist.